# Варлаам II (епископ Коломенский)
Епископ Варлаам II — епископ Русской церкви, епископ Коломенский.

## Биография
Поскольку на Коломенскую кафедру иерархи поставлялись обычно из настоятелей московских или подмосковных монастырей, возможно отождествление Варлаама с настоятелем московского Богоявленского монастыря игуменом Варлаамом (1552-1558).
Упоминание о епископе Варлааме относится к 1560 году.
В 1562—1563 годах возглавлял духовенство, которое царь взял с собой в военный поход, в результате которого был покорён Полоцк. Во время входа победителей в город шёл впереди с духовенством «с пречюдным образом Пречистые Богородицы Донским, и с иными образы чюдотворными, и с честными кресты», затем возглавил молебен в полоцком Софийском соборе.
Возможно, Варлаам присутствовал на Соборе, созванном царем сразу после возвращения из похода и избравшем Полоцкого епископа.
Участвовал в отпевании почившего 31 декабря 1563 года митрополита Макария.
В начале февраля 1564 года в числе других архиереев подписал «утверженную грамоту о белом клобуке митрополиче».
В 1566 году был участником интронизации митрополита Филиппа II (Колычева).
Епископ Варлаам II скончался 21 октября 1564 года и был погребен в Коломенском Успенском соборе.